# Ленточный конвейер

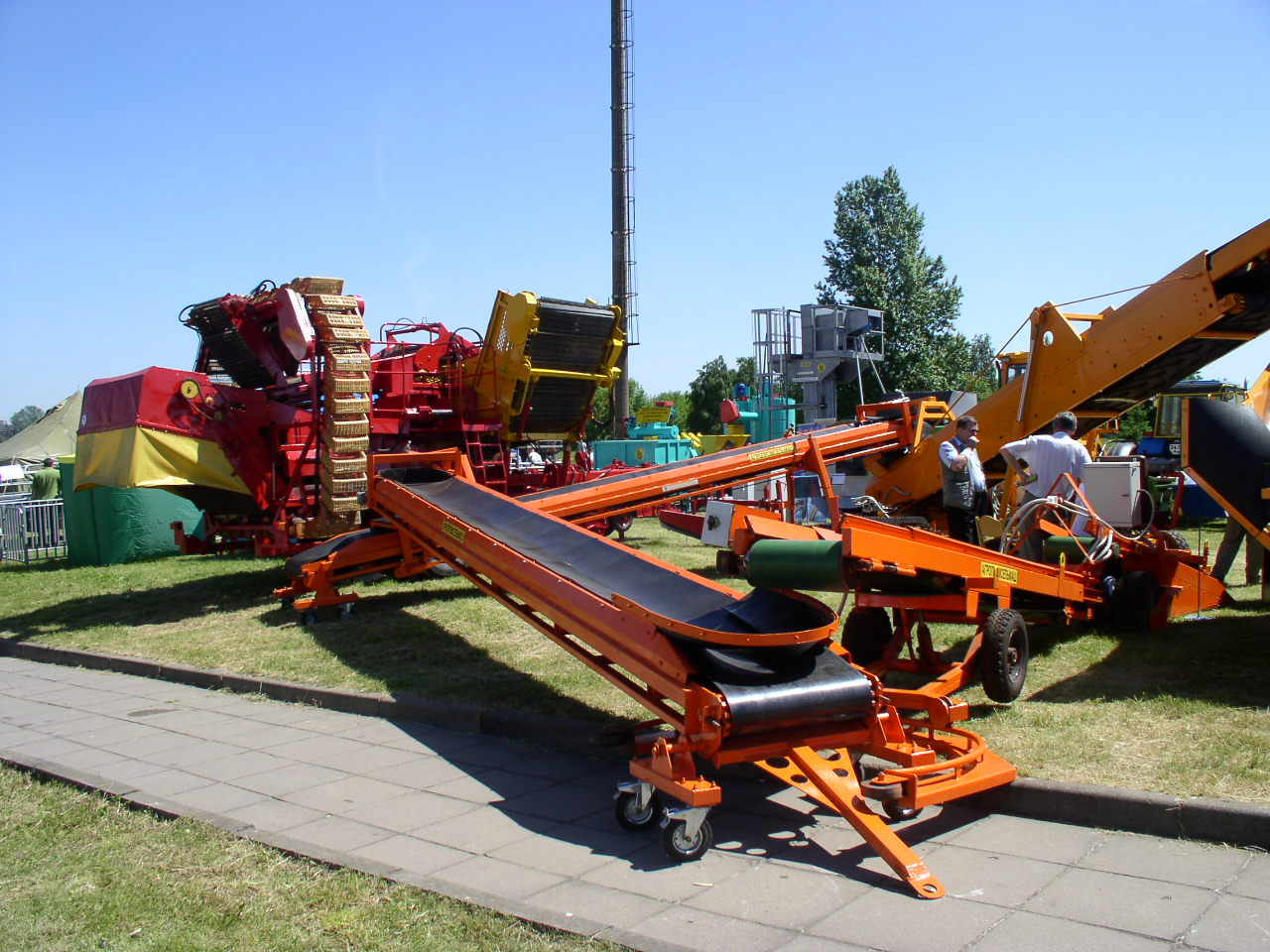

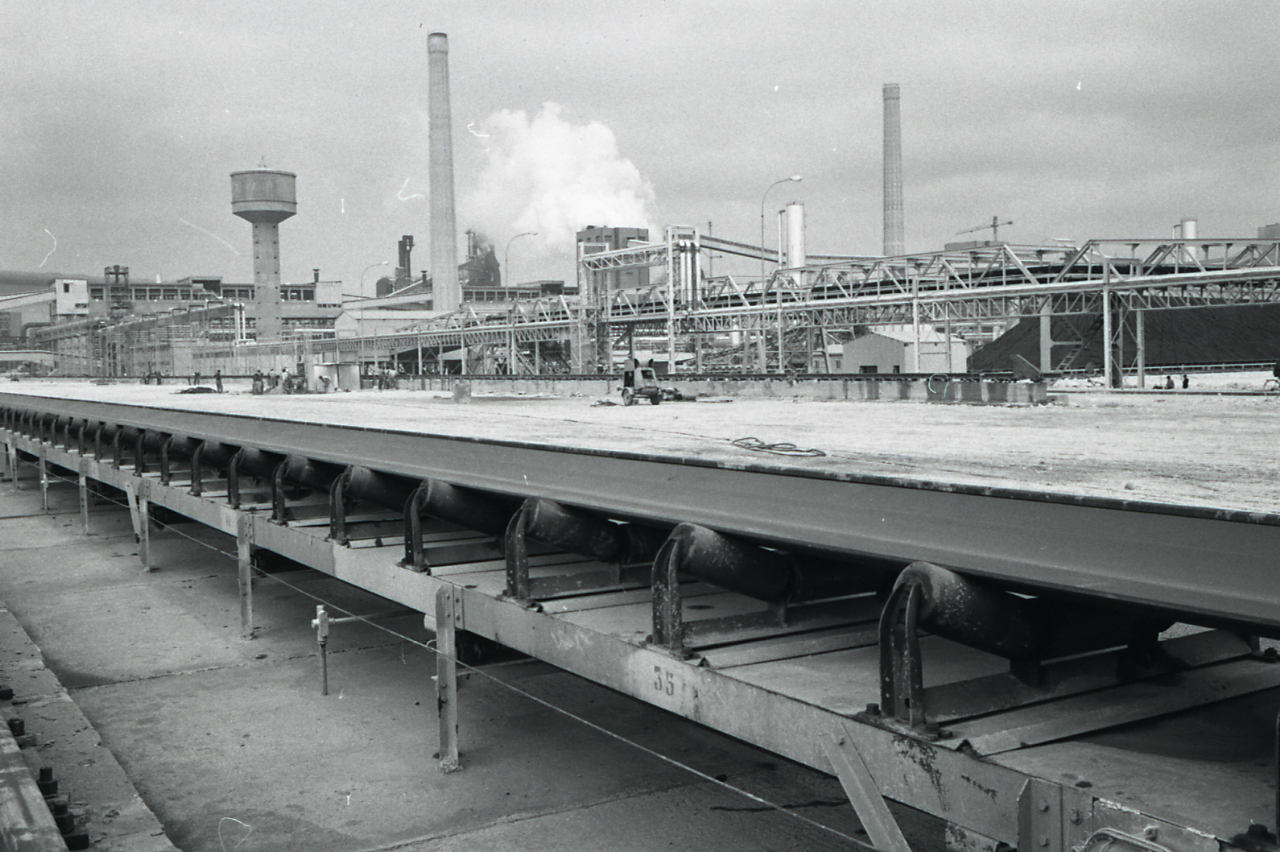
Таранто, Паоло Монти, 1964

Ленточный конвейер (англ. belt conveyor) — транспортирующее устройство непрерывного действия с рабочим органом в виде ленты.
Ленточный конвейер является наиболее распространённым типом транспортирующих машин, он служит для перемещения насыпных или штучных грузов. Применяется на промышленных производствах, в рудниках и шахтах, в сельском хозяйстве. В зависимости от свойств и природы перемещаемого груза угол наклона рабочей стороны ленты может быть установлен до 90°.
Часто конвейерная лента является одной из частей транспортирующего устройства. Например, зернопогрузчик, применяющийся на механизированном току для сбора зерновой массы с площадки, имеет щёточные скребки, далее зерно поднимается норией и попадает на ленточный конвейер который забрасывает зерно в кузов грузового автомобиля.
Ленточные конвейеры бывают передвижными, переносными, поворотными и стационарными.
Стационарные машины применяют для перемещения большого количества материалов на расстояние от 3 до 300 м., а передвижные и переносные машины — для перемещения небольшого количества материала на расстояние от 2 до 20 м.
В практике применяют последовательно расположенные конвейеры для перемещения материала на десятки километров.
Ленточные конвейеры различаются по видам. Виды ленточных конвейеров:
по типу трассы:
1. Горизонтальные ленточные конвейеры
2. Наклонные ленточные конвейеры
3. Крутонаклонные ленточные конвейера
4. С изменяющимся углом наклона
5. Z-образные ленточные конвейеры
6. L-образные ленточные конвейеры
7. V-образные ленточные конвейеры

по типу несущей поверхности:
1. С прямой гладкой поверхностью ленты
2. Желобчатые ленточные конвейеры и транспортеры
3. С перегородками (поперечинами) на ленте
4. С гофробортом (бортиками) на ленте
5. С модульной лентой модульные конвейеры

Ленточные конвейеры состоят из основных узлов: Приводной барабан, привод конвейера (мотор-редуктор), натяжной барабан, узел натяжения, несущая ленточная часть, опорные и поддерживающие ролики или поддерживающий листовой стол и, собственно, рама конвейера изготовленная из сваренного металлопроката.
Конвейеры в которых используется вместо ленты металлическое сетчатое полотно (сетка конвейерная) называются Сетчатый конвейер. Используется в основном в местах с высокими температурами груза, либо в жарких печах. Например, для выпекания основы для пиццы.